# Saint-Georges-Lagricol
Saint-Georges-Lagricol – miejscowość i gmina we Francji, w regionie Owernia-Rodan-Alpy, w departamencie Górna Loara.
Według danych na rok 1990 gminę zamieszkiwało 400 osób, a gęstość zaludnienia wynosiła 21 osób/km² (wśród 1310 gmin Owernii Saint-Georges-Lagricol plasuje się na 469. miejscu pod względem liczby ludności, natomiast pod względem powierzchni na miejscu 485.).